# Pasān
Pasān är en ort i Indien.   Den ligger i distriktet Korba och delstaten Chhattisgarh, i den centrala delen av landet, 800 km sydost om huvudstaden New Delhi. Pasān ligger 536 meter över havet och antalet invånare är 30 928.
Terrängen runt Pasān är platt. Runt Pasān är det glesbefolkat, med 10 invånare per kvadratkilometer. Det finns inga andra samhällen i närheten. I omgivningarna runt Pasān växer huvudsakligen savannskog.